# دويتشلاند هاله
دويتشلاند هاله (بالألمانية: Deutschlandhalle)‏ مبنى يحتوي على قاعة للمؤتمرات كان أدولف هتلر يُلقي فيها الخطابات أثناء فترة حكم الحزب النازي، بنيت عام 1935 في 29 نوفمبر، وهدمت في الثالث من ديسمبر 2011.
أُقيمت دورة الألعاب الأولمبية سنة 1936 في المبنى، والتي حضر فيها أكثر من 8,764 شخص. كما كانت القاعة مكاناً للرياضة مثل المصارعة والملاكمة ورفع الأثقال وغيرها.
في الحرب العالمية الثانية، كان أدولف هتلر يُلقي خطابات في هذا المبنى منذ عام 1943، لم يتعرض المبنى لقصف روسي أو أمريكي عند سقوط برلين سنة 1945.

## وصلات خارجية
- Deutschlandhalle (لغة ألمانية)